# Staffelter Hof

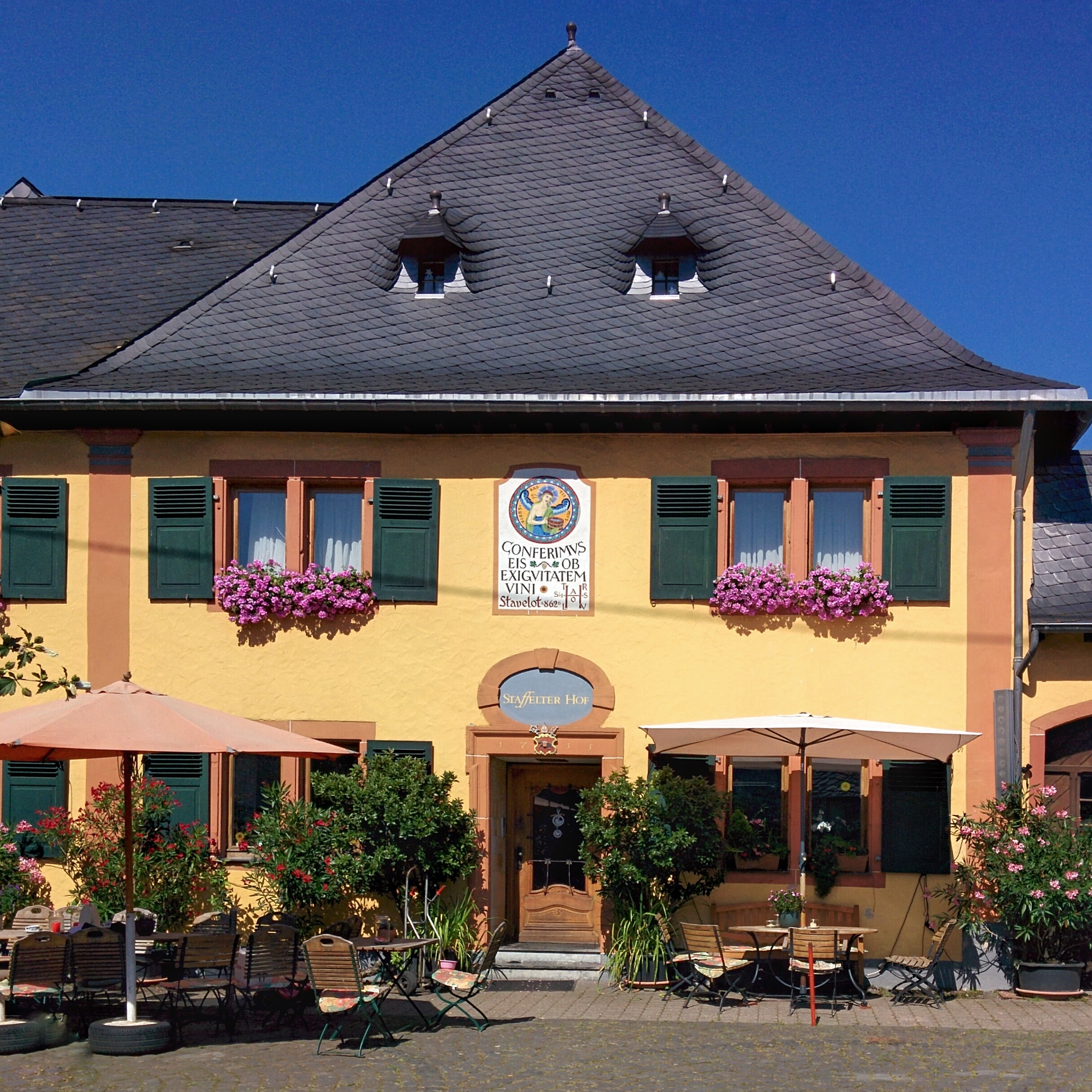
Das Hauptgebäude des Staffelter Hofs

Der Staffelter Hof ist ein Weingut in Kröv an der Mosel. Es leitet seinen Namen von der Reichsabtei Stablo-Malmedy im heute belgischen Stavelot ab, zu der es über Jahrhunderte gehörte und der gegenüber es abgabepflichtig war. Der Staffelter Hof ist eines der Kulturdenkmäler in Kröv.
Das Weingut feierte im Jahr 2012 sein 1150-jähriges Bestehen und ist damit das älteste noch bestehende Unternehmen Deutschlands sowie eines der ältesten der Welt.

## Geschichte
König Lothar II. schenkte 862 aus seinem Fiscus Kröv „die Kapelle (alte Peterskirche, auf römischen Fundamenten gegründete Mutterkirche des Fiscus Crovia), nebst dem Zehnten, des Weines wegen“ an das Kloster Stablo in den Ardennen. Ein Auszug aus dieser Schenkungsurkunde findet sich auf dem Mosaik an der Hausfassade des Staffelter Hofs: Conferimus eis ob exiguitatem vini... – „Wir übertragen ihnen wegen des Mangels an Wein...“
Im Jahr 874 erweiterte König Ludwig der Deutsche, Erbe seines kinderlosen Neffen Lothar, den Besitz der Abtei Stablo-Malmedy um „einen Mansus Land, mit den Gebäuden und den Leuten, die oberhalb davon wohnen“. Von diesem Ort aus wurden die Weinberge, Felder und Wiesen der Abtei im Kröver Reich verwaltet und bewirtschaftet. Der Wein wurde mit Fuhrwerken von der Mosel über 140 Kilometer in die Ardennen zum Kloster transportiert.
1754 wurden auf dem Staffelter Hof ca. 40.000 Stock Reben notariell neu erfasst, dazu zahlreiche Felder und Wiesen in Kinderbeuern und Bengel. Als Hofmann zeichnet ein Herr Christoffel, Schwiegervater des vorletzten Hofmannes Peter Schneiders senior. 1765 wurde ein Lehensvertrag geschlossen mit Johann Jacob Cravanto, Hofmann zu Croeff der Grauen Schwestern von Coblentz: „dass er die Weingärten wohl solle bauen mit Rieslingproven“ (vgl. französisch provin = Rebling, Ableger).
Während der Zugehörigkeit zu Frankreich wurden die Abteien 1803 enteignet und aufgelöst. Peter Schneiders jun., damaliger Hofmann, erwarb am 1. Februar 1805 (dem 12. Pluviôse XIII nach dem französischen Revolutionskalender) das Weingut vom französischen Staat für die Summe von 6650 Franken oder 1773 preußische Thaler.
Der bis dahin ungeteilte Besitz wurde nun der Realteilung folgend bei den kommenden Generationswechseln jedes Mal geteilt. Auch vom Hofanwesen wurden Teilstücke abgetrennt. 1894 heiratete Maria Schneiders den Winzer Kilian Klein (genannt de aale Jaan) und brachte den Staffelter Hof mit in die Ehe. Zwischen 1895 und 1918 gebar sie 13 Kinder, von denen elf Überlebende 1927 das elterliche Gut (seinerzeit ca. 2,6 Hektar Weinberge und diverse Acker, Wiesen- und Waldflächen) erneut unter sich aufteilten. 1949 umfasste der Betrieb nur noch 0,3 Hektar Reben und 2 Hektar Acker und Wiesen.
Durch Neuanlage, Zukauf und Pacht hatte sich der Betrieb 1962 wieder auf 2,2 Hektar Weinbau und 6 Hektar Acker und Wiesen vergrößert. Die „normale“ Landwirtschaft wurde 1970 aufgegeben und fortan nur noch Wein angebaut. Durch Heirat kamen 1977 Weinberge in Piesport und Neumagen-Dhron hinzu. Zum Staffelter Hof gehörten damit 4,2 Hektar Rebfläche, bis 2012 wuchs er zu 9 Hektar. Seit 2014 ist der Weinanbau komplett auf Bio umgestellt. Durch eine Zweitflurbereinigung kamen weitere 5 Hektar Weinbergsflächen, die zum Großteil mit neuen PIWI-Sorten bepflanzt wurden und ein Vitiforstprojekt hinzu.

## Produkte
2012 stellte das Weingut Staffelter Hof auf Ökologischen Weinbau um. Die Weinberge sind 2024 noch zu 60 % mit Riesling bestockt, der hauptsächlich in Schiefersteillagen gedeiht, gefolgt von 10 % Müller-Thurgau. Die neuen PIWI-Sorten wie Muscaris, Calardis blanc, Sauvignac oder Souvignier Gris machen mittlerweile 25 % und rote Sorten davon hauptsächlich Spätburgunder, machen 10 % aus (darunter auch die Piwis Regent und Satin Noir). Die bekanntesten Lagen befinden sich in Kröv und Kinheim. Die Jahresproduktion beläuft sich auf 95.000 Flaschen bei einem Durchschnittsertrag von 55 Hektoliter/Hektar. In einer Destillerie werden Trester-, Hefe- und Obstbrände hergestellt. Der Vinum Weinguide führt das Weingut Staffelter Hof in der „3,5-Sterne-Kategorie“.